# 弗利平 (阿肯色州)
弗利平（英語：Flippin）是一個位於美國阿肯色州馬里昂縣的城市。

## 地理
弗利平的座標為36°16′38″N 92°35′32″W / 36.27722°N 92.59222°W，而該地的平均海拔高度為205米（即674英尺）。

## 人口
根據2020年美國人口普查的數據，弗利平的面積為4.72平方千米，皆為陸地。當地共有人口1345人，而人口密度為每平方千米284人。